# Velké Předměstí
Velké Předměstí je část města Horšovský Týn v okrese Domažlice v Plzeňském kraji. Nachází se na jihovýchodě Horšovského Týna, jižně od Radbuzy. Prochází zde silnice I/24 a II/193. Je zde evidováno 364 adres. V roce 2011 zde trvale žilo 1 051 obyvatel.
Velké Předměstí leží v katastrálním území Horšovský Týn o výměře 19,77 km².

## Obyvatelstvo
| Rok            | 1869 | 1880 | 1890 | 1900 | 1910  | 1921 | 1930  | 1950 | 1961 | 1970 | 1980  | 1991  | 2001  | 2011  | 2021  |
| -------------- | ---- | ---- | ---- | ---- | ----- | ---- | ----- | ---- | ---- | ---- | ----- | ----- | ----- | ----- | ----- |
| Počet obyvatel | 0    | 0    | 0    | 938  | 1 173 | 0    | 1 195 | 0    | 0    | 832  | 1 006 | 1 045 | 1 036 | 1 051 | 1 030 |
| Počet domů     | 0    | 0    | 0    | 124  | 146   | 167  | 190   | 0    | 0    | 150  | 202   | 226   | 238   | 281   | 296   |

## Obecní správa
Při sčítání lidu v letech 1900–1920 Velké Předměstí bylo osadou města Horšovský Týn ve stejnojmenném okrese. V následujícím období byla osada úředně zrušena a jako část města Horšovský Týn byla obnovena 1. března 1980 v okrese Domažlice.

## Další fotografie

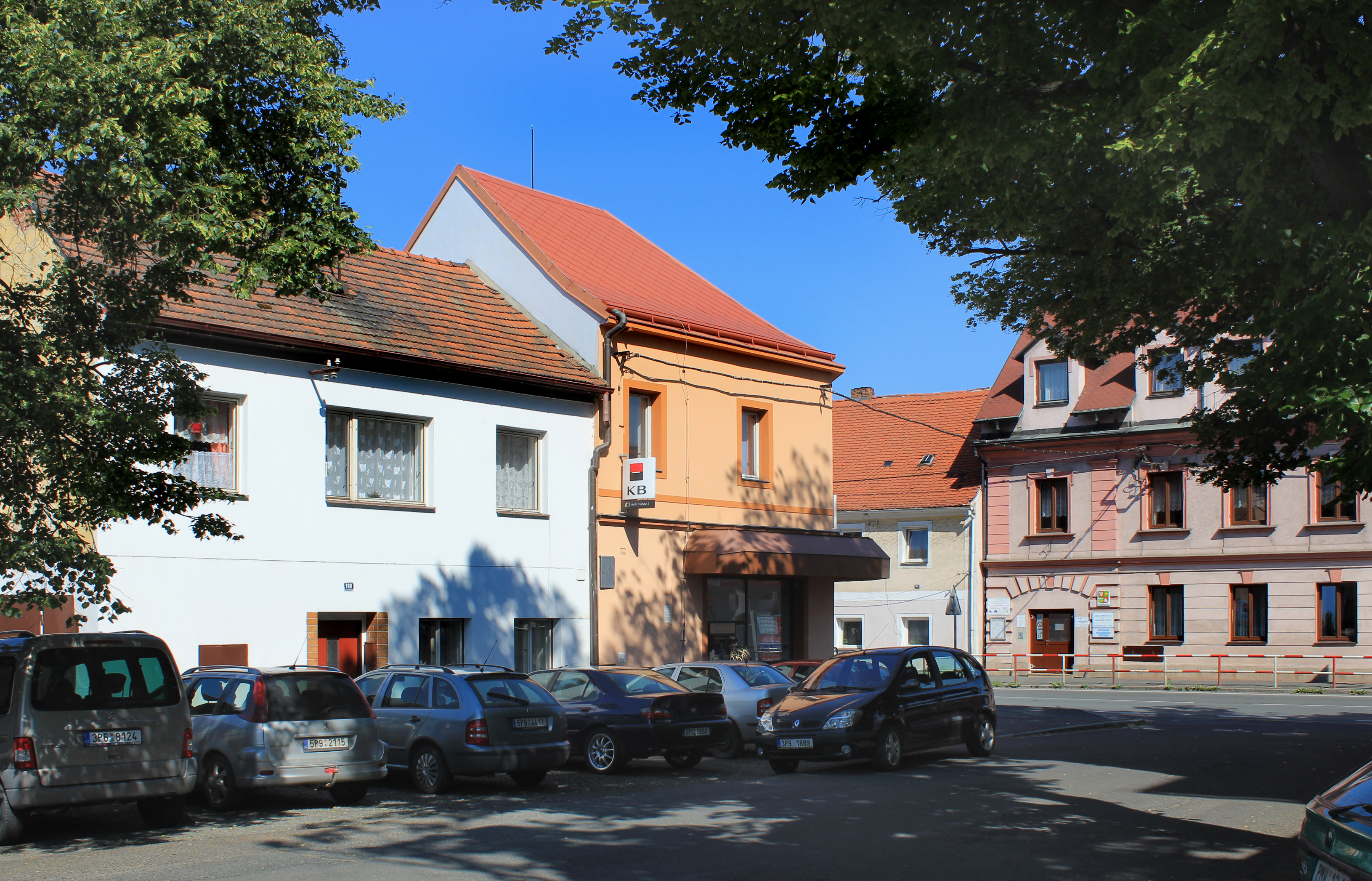
Husovo náměstí
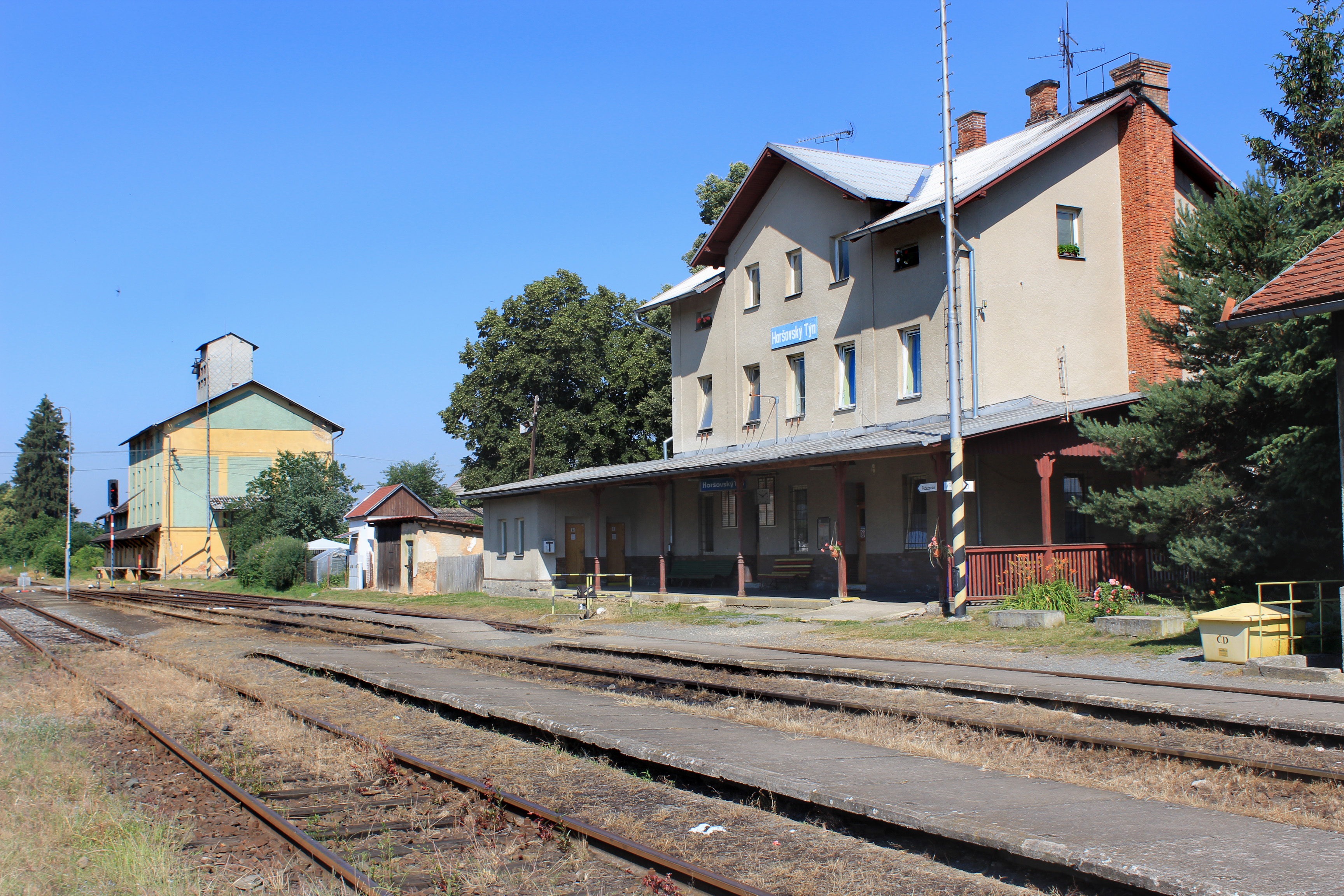
Nádraží
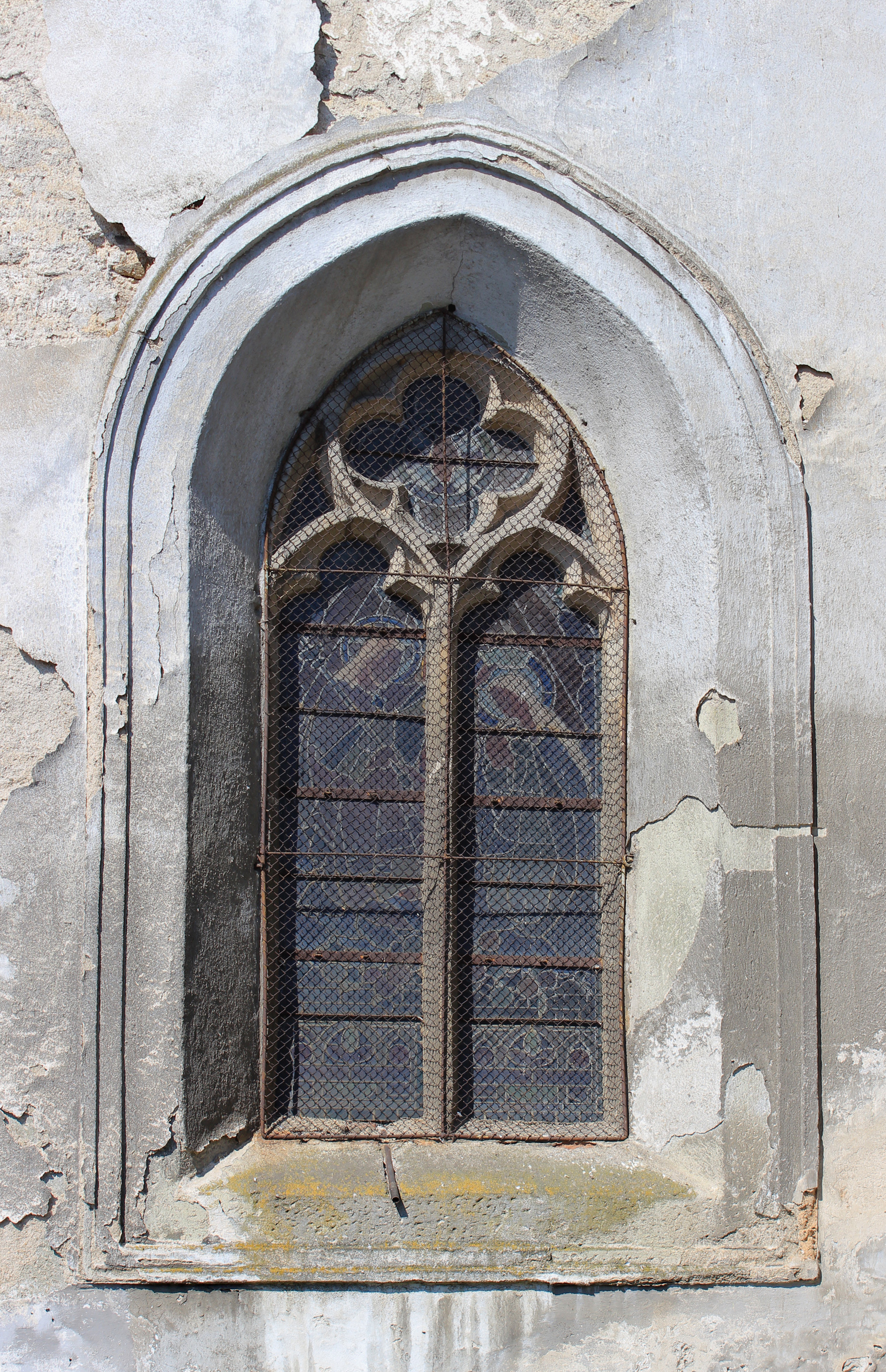
Gotické okno kostela svatého Apolináře
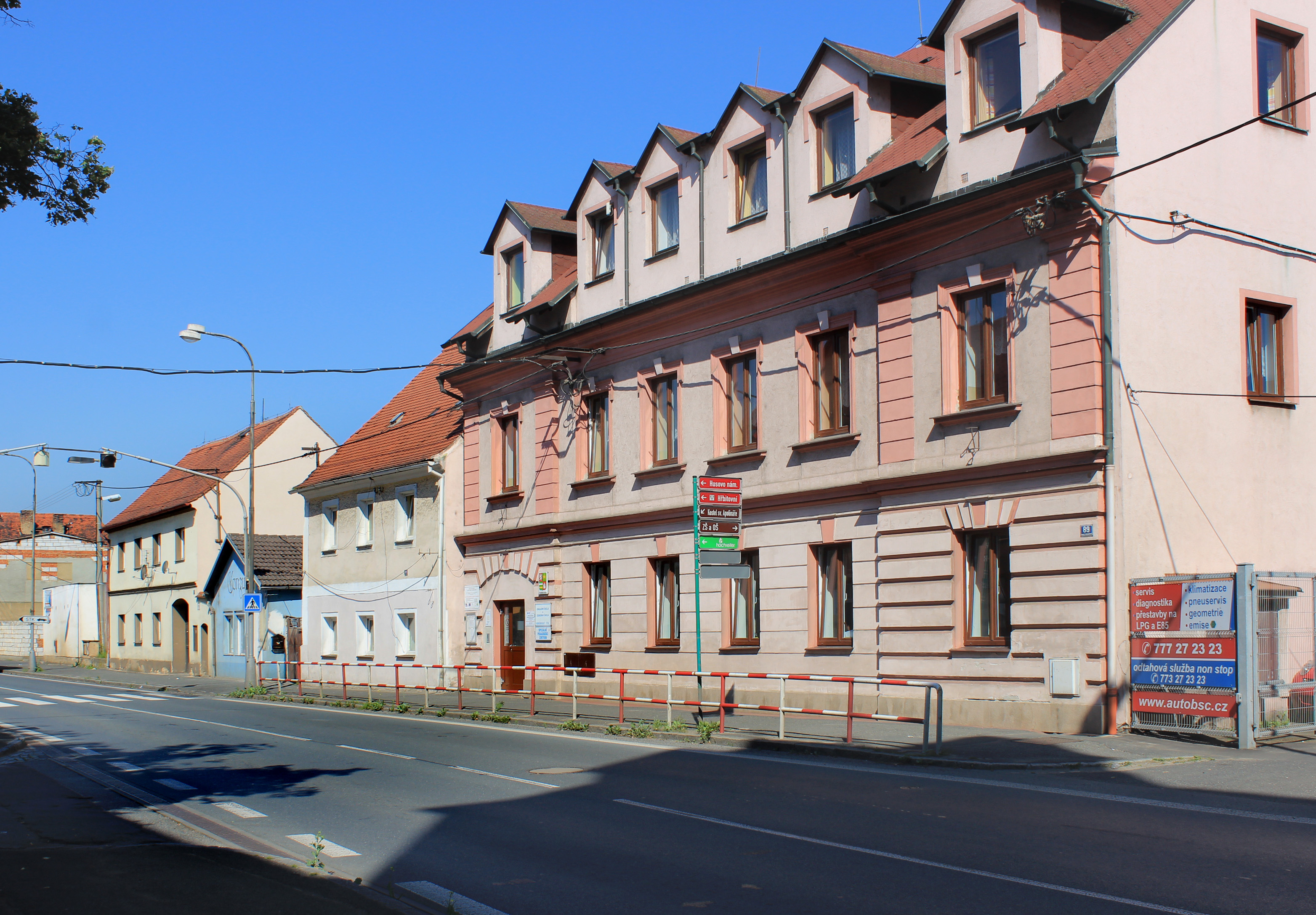
Nádražní ulice u kostela